# Сорда
Со́рда — посёлок сельского типа в Верхнекамском районе Кировской области России. Входит в состав Созимского сельского поселения.

## География
Посёлок находится на северо-востоке Кировской области, в центральной части Верхнекамского района, к юго-востоку от посёлка Созимский на реке Нырмыч. Абсолютная высота — 195 метров над уровнем моря.
Поселок расположен на железнодорожной ветке Яр — Лесная.  Расстояние до районного центра (города Кирс) — 40 км.

## Население
По данным всероссийской переписи 2010 года, численность населения посёлка составляла 1190 человек (мужчины — 1149, женщины — 41).

## Инфраструктура
В посёлке расположена исправительная колония (ФКУ ИК-29 ОИК-5 УФСИН России по Кировской области).
Улицы посёлка:
Ветеранов, Железнодорожная, Залесная, Молодёжная, Новая,
Поселковая, Тупиковая, Центральная.

## Транспорт
В посёлке расположена пассажирская платформа Сорда Гайно-Кайской железной дороги.